# Stephan Bender (Schauspieler)

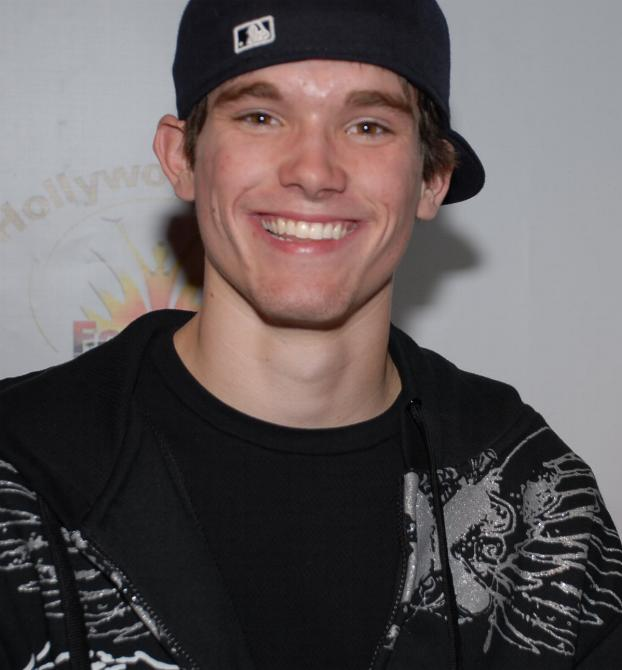
Stephan Bender (November 2007)

Stephan Bender (* 2. Juni 1989 in Ava, Missouri) ist ein US-amerikanischer Filmschauspieler.

## Kurzbiografie
Stephan Bender wurde in Ava, einer Kleinstadt in Douglas County (Missouri) geboren, wo er zusammen mit seinen beiden Schwestern auch seine Kindheit und Jugend verlebte.
Schon früh zeigte sich seine Liebe für die Schauspielerei, so dass er im Jugendtheater erste Erfahrungen auf der Bühne sammelte. Im Alter von 13 Jahren wurde er für seine Darstellung des Huckleberry Finn in einer Tom Sawyer-Produktion als Bester Nebendarsteller ausgezeichnet. Bender ist dennoch einer der wenigen Jungschauspieler, die vor ihrer Karriere eine bürgerliche Lehre absolviert haben; Bender ist nach einer zweijährigen Ausbildung gelernter Installateur.
2005 zog Benders Familie nach Los Angeles, wo nach einigen Vorsprechen Regisseur Bryan Singer auf den Jungen aufmerksam wurde, und ihn 2006 als jungen Clark Kent in der Comicverfilmung Superman Returns castete. Ebenfalls zu erwähnen ist seine Rolle im 2008 produzierten Drama Dream Boy, in welchem Bender in die Rolle eines homosexuellen Jungen schlüpfte.

## Filmografie

### Filme
- 2006: Superman Returns
- 2008: Dream Boy
- 2008: Mustang 65

### Serien
- 2007: Drake & Josh Staffel 4, Folge 9